# Temporada da NFL de 1941
A Temporada de 1941 da NFL foi a 22ª temporada regular da National Football League, que terminou com a vitória do Chicago Bears, sobre o New York Giants, por 37 a 0 em 21 de Dezembro de 1941, com um total de 13,041 espectadores no Wrigley Field em Chicago, Illionis, pelo championship game da NFL.
Antes da temporada, Elmer Layden foi nomeado o primeiro comissário da NFL, enquanto Carl Storck renunciou ao cargo de presidente da liga. Layden também assumiu as funções de presidente e assinou um contrato de cinco anos a US$20.000 anuais.
O Draft para aquela temporada foi realizado em 10 de dezembro de 1940 no Willard Hotel em Washington D.C. E, com a primeira escolha, o Chicago Cardinals selecionou o fullback Tom Harmon da Universidade do Michigan.
Nesta temporada, em seus 55 jogos de temporada regular, foi acumulado um total de 1,118,616 de pessoas, registrando um aumento de 9% da temporada anterior. 

## Classificação Final
Assim ficou a classificação da final da National Football League em 1941.
P = Nº de Partidas, V = Vitórias, D = Derrotas, E = Empates, PCT = Porcentagem de vitória, DIV = Recorde de partidas da própria divisão, PF = Pontos a favor, PA = Pontos contra.
| Eastern Division    |   |   |   |      |       |     |     |
| Time                | V | D | E | PCT  | DIV   | PF  | PC  |
| New York Giants     | 8 | 3 | 0 | .727 | 6-2   | 238 | 114 |
| Brooklyn Dodgers    | 7 | 4 | 0 | .636 | 6–2   | 158 | 127 |
| Washington Redskins | 6 | 5 | 0 | .545 | 5–3   | 176 | 174 |
| Philadelphia Eagles | 2 | 8 | 1 | .200 | 1–6–1 | 119 | 218 |
| Pittsburgh Steelers | 1 | 9 | 1 | .100 | 1–6–1 | 103 | 276 |

| Western Division  |    |   |   |      |       |     |     |
| Time              | V  | D | E | PCT  | DIV   | PF  | PC  |
| Chicago Bears     | 10 | 1 | 0 | .909 | 7-1   | 396 | 147 |
| Green Bay Packers | 10 | 1 | 0 | .909 | 7-1   | 258 | 120 |
| Detroit Lions     | 4  | 6 | 1 | .400 | 3–4–1 | 121 | 195 |
| Chicago Cardinals | 3  | 7 | 1 | .300 | 1–6–1 | 127 | 197 |
| Cleveland Rams    | 2  | 9 | 0 | .182 | 1–7   | 116 | 244 |

Nota: Os jogos de empate não eram contabilizados oficialmente na classificação até 1972.

## Playoffs
Por conta do empate de recorde de Chicago Bears e Green Bay Packers, foi necessária uma partida de desempate para o título da Western Division e classificação, portanto, a final da NFL, o Championship Game, para enfrentar o já classificado, New York Giants. Esta partida marcou o primeiro jogo de pós - temporada entre as duas equipes, uma das rivalidades mais antigas da National Football League. 
A partida de final de divisão, foi realizada no dia 14 de Dezembro de 1941 no Wrigley Field em Chicago, Illinois, para um público de 43,425 pessoas. O resultado foi de 33 a 14 para o Chicago Bears.
Já o NFL Championship Game (jogo do título), foi vencido pelo Chicago Bears sobre o New York Giants, por 37 a 0 em 21 de Dezembro de 1941, com um total de 13,041 espectadores, também no Wrigley Field em Chicago, Illionis.

## Líderes em estatísticas da Liga
| Estatística | Nome         | Time              | Jardas |
| ----------- | ------------ | ----------------- | ------ |
| Passe       | Cecil Isbell | Green Bay Packers | 1479   |
| Corrida     | Pug Manders  | Brookyln Dodgers  | 486    |
| Recebendo   | Don Hutson   | Green Bay Packers | 738    |

## Prêmios
O Joe F. Carr Trophy, na época, nomeação do prêmio destinado ao jogador mais valioso (Most Valuable Player - MVP), foi entregue a Don Hutson, Wide Receiver do Green Bay Packers.

## Troca de Treinadores
- Detroit Lions: George Clark foi substituído por Bill Edwards[12].
- Pittsburgh Steelers: Walt Kiesling foi substituído por Bert Bell, que vendeu sua participação acionária no Eagles e depois comprou uma participação no Steelers. Bell renunciou ao cargo de técnico após perder os dois primeiros jogos. Aldo Donelli também não rendeu, perdendo os próximos cinco antes de ser demitido. Kiesling então, voltou para os quatro jogos finais.
- Philadelphia Eagles: Bert Bell, que deixou o Eagles para ir aos Steelers, foi substituído por Greasy Neale[13].

## Troca de Estádios
- O Detroit Lions jogaram todas as partidas no Briggs Stadium, não tendo mais que jogar no Estádio da Universidade de Detroit.

## Biografia
- NFL Record and Fact Book (ISBN 1-932994-36-X)
- NFL History 1931–1940 (Last accessed December 4, 2005)
- Total Football: The Official Encyclopedia of the National Football League (ISBN 0-06-270174-6)